# Форт-Симпсон
Форт-Симпсон (англ. Fort Simpson, слэйви Łíídlıı Kųę) — деревня в Северо-Западных территориях, Канада.

## История
Форт-Симпсон был основан в 1803 году как пост для торговли пушниной. Постоянное население появилось здесь только в 1822 году, когда Компания Гудзонова залива основала на этом месте торговый пост, назвав его в честь Джорджа Симпсона. На языке народа дене деревня известна как Liidli Kue, что означает «место, где реки сходятся вместе». В 1969 году Форт-Симпсон был признан национальным историческим местом Канады.

## География
Деревня расположена на острове при впадении реки Лиард в реку Маккензи, примерно в 500 км к западу от города Йеллоунайф. Обе реки традиционно были торговыми путями для Компании Гудзонова залива и для местного народа дене. Деревня является воротами в национальный парк Наханни.
До Форт-Симпсона можно добраться по воздуху, по автомобильной дороге и по воде. Здесь имеются начальная и полная средняя школы.

## Население
По данным переписи 2011 года население деревни составляет 1238 человек. По данным прошлой переписи 2006 года оно насчитывало 1216 человек, из них 820 человек (67,4 %) были представителями коренных народов Канады. Основные языки населения — слейви и английский.